# 金光市左衛門
金光 市左衛門（かなみつ いちざえもん、寛文11年（1671年） - 享保12年3月19日（1727年5月9日））は、岡山藩士。金光清右衛門の子。
天和2年（1682年）1月15日御目見え。
元禄12年（1699年）11月18日、福山御拾地御帳御用を皮切りに御用拠御通役などの役目をこなし、宝永4年（1707年）10月13日、御小姓組・四十五俵四人扶持となる（四公六民の年貢の基準で言えば、110石程度の価値に相当）。
宝永7年（1710年）父・清右衛門死去のため家禄を相続（六十俵四人扶持・四公六民の年貢の基準で言えば、150石の価値に相当）し自身の禄は返上となる。正徳元年（1711年）12月11日から28日（命令は6月）にかけて、牛窓（岡山県瀬戸内市）にて朝鮮通信使の接待の役目（朝鮮人御用）をこなし、その功績により御料理を頂戴する。
正徳2年（1712年）より江戸詰めが多く、その間に正徳5年（1715年）主君・池田継政が伊達吉村の娘和子と婚約したため、結納祝儀進呈に仙台藩江戸屋敷に赴き役目を果たしたり、享保4年（1719年）9月8日に御蔵奉行なるなど各種役目・奉行を勤めた。
享保12年（1727年）3月18日、岡山藩江戸屋敷の侍長屋にて平井安兵衛（360石・大組組頭）が不意に斬りかかって来たため抜合となり、見事平井を仕留めたものの喧嘩両成敗とされ、翌3月19日夜切腹となる。『吉備温故秘録』によると、市左衛門は一癖ある人物で、しばしば人を馬鹿にしたという。一方の安兵衛は度量の狭い人物で、仕事で至らぬ点が目に付くとの評判だった。市左衛門にたびたび嘲弄された安兵衛は江戸屋敷務めのうちは我慢していたが、江戸務めの奉公が済んだ3月18日に事件が起こった。頭痛のため寝ていたところを襲われた市左衛門は額に安兵衛の太刀が当たったものの、安兵衛の胴腹を脇差で斬りつけ、さらに止めを刺した。市左衛門は額から流れる血が両目に入り、ぐったりとなって目を塞ぎそのまま倒れてしまい、駆け付けた人は相討ちかと思ったほどだったという。
跡目は、養子の藤之丞が相続した。